# تروسکوویتسه
تروسکوویتسه (به چکی: Troskovice) یک منطقهٔ مسکونی در جمهوری چک است که در شهرستان سمیلی واقع شده‌است.